# Alison Sweeney
Alison Sweeny (19 de septiembre de 1976) es una actriz estadounidense y presentadora de un reality show. Sweeney es conocida por su papel de «Samantha "Sami" Brady Hernandez» en la asentada serie de la NBC Days of our Lives,, papel que ha representado bajo contrato con el programa desde el 6 de enero de 1993. Este papel le ha permitido obtener cuatro Soap Opera Digest Awards y un Fan Voted Daytime Emmy Award. En 2007, se convirtió en la anfitriona de The Biggest Loser.

## Carrera
Su debut en televisión se produjo cuando tenía 5 años, en un anuncio para Kodak. Unos años después participó en un episodio de Tales from the Darkside. El capítulo, titulado No puedo evitar decir adiós (I Can't Help Saying Goodbye), emitido por primera vez el 5 de octubre de 1986. Encarnó el papel de una joven capaz de percibir el advenimiento de la muerte de otros poco tiempo antes de que sucediera. En 1988, apareció en el show de comedia de la ABC Family Man, y al año siguiente, fue seleccionada para desempeñar el papel de Christy McCray en "Una nueva vida" (A Brand New Life), miniserie del futuro creador de Expediente X Chris Carter emitida en El mágico mundo de Disney de la NBC en octubre de 1989. La miniserie, la cual coprotagonizaba Barbara Eden como madre de Sweeney y Don Murray como su nuevo padrastro, fue considerada una serie en sí misma más allá de su naturaleza como experimento "Disney", pero la serie nunca llegó a materializarse.
El 22 de enero de 1993, Sweeney apareció por primera vez como Samantha "Sami" Gene Brady en la telenovela de la NBC Días de nuestras vidas (Days of Our Lives)—programa por el cual ella sentía una gran afición.
En los años 90 Sweeney tuvo problemas de peso. Llegó a alcanzar una talla 12, no obesa acorde a los estándares médicos, pero aun así más gruesa que sus compañeras en televisión. Ella documentó todo el debate de la prensa rosa y su angustia personal en sus memorias, en 2004, Todos los días de mi vida (Hasta ahora) (All The Days of My Life (So Far)).
En 2002, apareció en un episodio especial de celebridades del reality game show de la NBC Fear Factor. También ha participado en otros programas de la NBC talees como Friends y Las Vegas. En 2007, se unió al Jerry Lewis MDA Telethon como copresentadora para la emisión por directo en televisión. Retomó sus responsabilidades como copresentadora para la teletón de 2008, 2009 y 2010.
En 2007, Sweeney asumió el rol de presentadora en El gran perdedor (The Biggest Loser), sustituyendo a Caroline Rhea a partir de la cuarta temporada. Estaba sorprendida pero feliz por haber recibido el puesto, en el cual le es posible animar a los participantes y compartir sus victorias. Sweeney protagonizará (y es productora ejecutiva) del programa venidero de TV Guide Network, Hollywood Moms' Club, que comienza a emitir en noviembre de 2011.

## Vida personal
El 8 de julio de 2000, se casó con David Sweeney Sanov, un patrullero de carreteras californiano, el cual apareció en Días de nuestras vidas realizando el papel de oficial de policía. La pareja tiene dos hijos, un hijo, nacido en febrero de 2005 y una hija, nacida en enero de 2009. La familia vive actualmente en Los Ángeles, California. Sweeney padece de alergia desde hace mucho tiempo al botox, por abuso excesivo.

## Filmografía
| Televisión       | Televisión                           | Televisión                                      | Televisión                                                                                                  |
| Año              | Televisión                           | Papel                                           | Notas |
| ---------------- | ------------------------------------ | ----------------------------------------------- | --- |
| 1987; 1993–2015; | Days of our Lives                    | Samantha "Sami" (Brady) Hernandez Colleen Brady | Rol: 1987 – Flashbacks Rol: enero de 1993–presente Rol: julio de 2007 – septiembre de 2007; febrero de 2008 |
| 2007–2015        | The Biggest Loser                    |                                                 | |
| 2016 2016        | Murder: She Baked                    | Hannah Swensen                                  | A Plum Pudding Murder Mysterý A Peach Cobbler Mystery A Deadly Recipe                                       |
| 2016             | The Irresistible Blueberry Farm      | Ellen Branford                                  | |
| 2020             | Buenos dias navidad                  | melisa merry                                    | |
| Película         |                                      |                                                 | |
| Año              | Título                               | Rol                                             | Notas |
| 1990             | El fin de la inocencia               | Stephanie                                       | 12–15 años                                                                                                  |
| 2013             | Corazones en llamas (Second Chances) | Jenny                                           | |